# Itaberá
Itaberá is een gemeente in de Braziliaanse deelstaat São Paulo. De gemeente telt 17.674 inwoners (schatting 2009).

## Aangrenzende gemeenten
De gemeente grenst aan Coronel Macedo, Itaí, Itapeva, Itaporanga, Itararé en Riversul.